# Belchior Tekateka
Lukeny Moço, (Luanda, 18 de setembro de 1999) nome de palco de Belchior Tekateka Moço, é um cantor, compositor, angolano. Nascido na vila da mata, município do Cazenga onde viveu aproximadamente 8 meses até mudar-se para Huambo com os seus irmãos.
É filho de ,Lázaro Moço  e de Rosa Mateus Simão,  Seu sub-grupo étnico localizado ao sul  de  Angola. Venceu a 7ª edição do Angola Music Awards em 2013, na categoria de melhor artista revelação.

## Biografia
Lukeny Moço cresceu na província do Huambo, na zona suburbana das Cacilhas , no  município sede do Huambo . Começou a cantar aos 9 anos no grupo coral da Igreja Baptista Nova Jerusalém
Lukeny, também conhecido como Lurhany, ganhou o disco de ouro no concurso de rádio FMAfro, competindo ao lado de artistas angolanos como C4 Pedro , Edgar Domingos, Cef Tanzy e Pérola, entre outros. Sua música incorpora ritmos, danças e melodias africanas.